# Хюстед, Джон
Джон Хюстед (англ. Jon Husted); род. 25 августа 1967, Ройал-Ок, Мичиган) — американский политический деятель, член Республиканской партии США. Сенатор США от штата Огайо (с 2025).

## Биография
Сразу после рождения был отдан на усыновление, окончил школу в Монтпилиере (Огайо). Окончил университет в Дейтоне со степенями бакалавра и магистра, в студенческие годы играл в американский футбол в университетской команде Dayton Flyers football (в 1989 году в её составе стал победителем в третьем дивизионе национального чемпионата).
В 2001—2009 годах — член Палаты представителей Огайо от 41-го избирательного округа (с 2005 по 2009 год занимал пост спикера палаты).
5 января 2009 года вступил в должность члена Сената Огайо.
С 10 января 2011 года — государственный секретарь Огайо.
14 января 2019 года вступил в должность вице-губернатора штата Огайо.
17 января 2025 года губернатор Огайо Майкл Деуайн назначил Хюстеда сенатором США от Огайо после отставки Джей Ди Вэнса, избранного вице-президентом США. Хюстед должен занимать должность до следующих выборов в Сенат в 2026 году.
21 января 2025 года Хюстед был приведён к присяге сенатора и официально вступил в должность.